# Liste der denkmalgeschützten Objekte in Chřibská
Grundlage dieser Liste der denkmalgeschützten Objekte in Chřibská ist die ÚSKP-Liste (Ústřední seznam kulturních památek České republiky, deutsch Zentrale Liste der Kulturdenkmäler der Tschechischen Republik), die von der tschechischen Denkmalschutzbehörde NPÚ (Národní památkový ústav, deutsch Nationale Denkmalbehörde) seit 1987 geführt wird und an die seit dem Jahr 1850 geschaffenen Listen anschließt.

## Denkmalgeschützte Objekte nach Ortsteilen

### Chřibská(Kreibitz)
| Lage                         | Objekt                                     | Beschreibung                               | ÚSKP-Nr.                  | Bild                                       |
| ---------------------------- | ------------------------------------------ | ------------------------------------------ | ------------------------- | ------------------------------------------ |
| Chřibská (Standort)          | Sankt Georgskirche                         | Pfarrkirche des hl. Georg                  | 18623/5-3693 Info Katalog | weitere Bilder                             |
| Chřibská 9 (Standort)        | Pfarrhaus                                  | Pfarrhaus                                  | 26929/5-3695 Info Katalog | Pfarrhaus                                  |
| Chřibská, nám. 10 (Standort) | Bauernhaus                                 | Bauerngehöft                               | 45827/5-3696 Info Katalog | Bauernhaus                                 |
| Chřibská 21 (Standort)       | Rathaus                                    | Rathaus                                    | 25667/5-3699 Info Katalog | Rathaus                                    |
| Chřibská, náměstí (Standort) | Straßenbrücke mit Nepomuk- und Mariensäule | Straßenbrücke mit Nepomuk- und Mariensäule | 54638/5-3694 Info Katalog | Straßenbrücke mit Nepomuk- und Mariensäule |
| Chřibská 160 (Standort)      | Bauernhaus                                 | Bauerngehöft                               | 43792/5-3697 Info Katalog | BW                                         |
| Chřibská 182 (Standort)      | Bauernhaus                                 | Bauerngehöft                               | 26250/5-3698 Info Katalog | Bauernhaus                                 |

### Dolní Chřibská (Niederkreibitz)
| Lage                                                                     | Objekt                                           | Beschreibung                                                              | ÚSKP-Nr.                  | Bild           |
| ------------------------------------------------------------------------ | ------------------------------------------------ | ------------------------------------------------------------------------- | ------------------------- | -------------- |
| Dolní Chřibská 35, an der Straße nach Rynartice (Rennersdorf) (Standort) | Wassermühle                                      | Wassermühle (ehem. Gewürzmühle)                                           | 30558/5-5030 Info Katalog | Wassermühle    |
| Dolní Chřibská 118 (Standort)                                            | Bauernhaus                                       | Bauerngehöft                                                              | 30295/5-3703 Info Katalog | Bauernhaus     |
| Dolní Chřibská 175 (Standort)                                            | Bauernhaus                                       | Bauerngehöft                                                              | 16841/5-3702 Info Katalog | Bauernhaus     |
| Dolní Chřibská 230 ()                                                    | Bauernhaus                                       | Bauernhaus mit Mansarddach (1. Hälfte 19. Jhdt., abgebrannt)              | 14010/5-3704 Info Katalog |                |
| Dolní Chřibská 231 (Standort)                                            | Bauernhaus                                       | Bauerngehöft                                                              | 34457/5-3705 Info Katalog | Bauernhaus     |
| Dolní Chřibská 297 (Standort)                                            | Wasserzulauf mit Aquädukt zur ehem. Textilfabrik | Wasserzulauf mit Aquädukt zur ehem. Textilfabrik des Florian Hübel (1886) | 13447/5-5429 Info Katalog | weitere Bilder |

### Horní Chřibská (Oberkreibitz)
| Lage                          | Objekt     | Beschreibung | ÚSKP-Nr.                  | Bild       |
| ----------------------------- | ---------- | ------------ | ------------------------- | ---------- |
| Horní Chřibská 32 (Standort)  | Bauernhaus | Bauerngehöft | 19961/5-3706 Info Katalog | Bauernhaus |
| Horní Chřibská 93 (Standort)  | Bauernhaus | Bauerngehöft | 22419/5-3707 Info Katalog | Bauernhaus |
| Horní Chřibská 125 (Standort) | Bauernhaus | Bauerngehöft | 24172/5-3708 Info Katalog | Bauernhaus |

### Krásné Pole (Schönfeld)
| Lage                      | Objekt     | Beschreibung | ÚSKP-Nr.                  | Bild       |
| ------------------------- | ---------- | ------------ | ------------------------- | ---------- |
| Krásné Pole 27 (Standort) | Bauernhaus | Bauerngehöft | 13853/5-3709 Info Katalog | Bauernhaus |
| Krásné Pole 44 (Standort) | Bauernhaus | Bauerngehöft | 32675/5-3710 Info Katalog | Bauernhaus |